# 2006年東南亞霾害

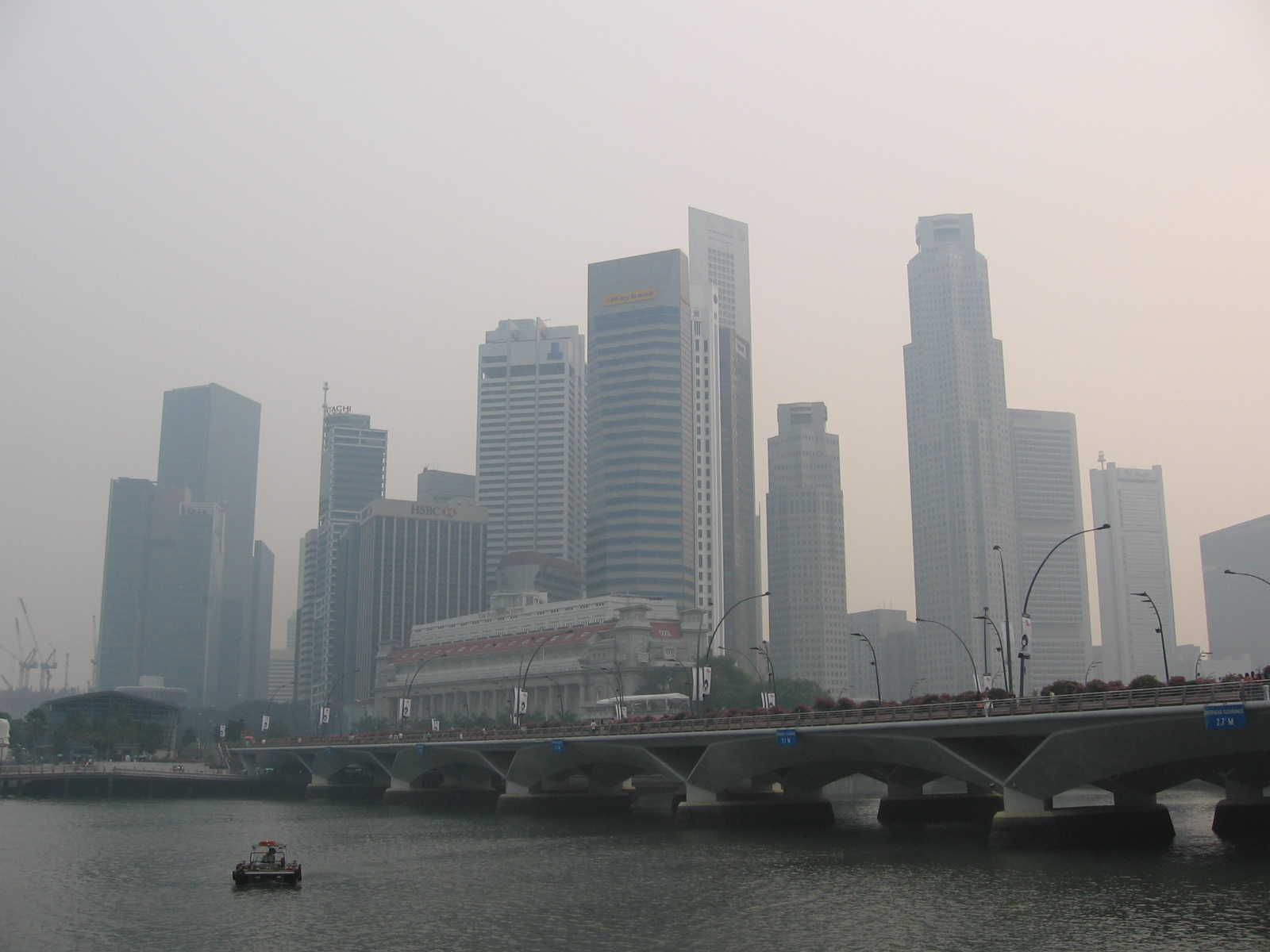
2006年10月7日霾霧籠罩新加坡

2006年東南亞霾害為印尼蘇門答臘多達300處的森林大火隨季風飄散，並影響馬來西亞、新加坡等鄰近東南亞國家環境污染災害，事件在2006年9月中旬開始為傳媒報道，10月初轉趨嚴重。
而山火是由於當地許多農民或園林公司在旱季末期經常以火大面積的燒芭（火耕）方式清理農地。這種濫用火燒山而清理農地產生之霾害近十年亦趨向嚴重化。
霾害造成蘇門答臘當地飛機航班延誤或者取消，居民須佩戴口罩才能踏出家門。新加坡空氣污染指標並曾一度升至130（高於100即有損健康），新加坡宣佈民眾應盡可能減少外出。馬來半島中部、西海岸南部及東馬砂拉越多個地區的空氣質量已進入不健康水平，其中砂拉越斯里阿曼在10月7日空氣污染指數更達「非常不健康」水平（221點），馬六甲在10月8日早上以肉眼瞭望，可視度不及1公里。
副總統尤索夫卡拉10月6日下午在記者會上表示政府未能施以緩解，只能希望雨季立即到來使問題早日解決。政府已動用大型軍用運輸機及直昇機進行人造雨，使用消防車滅火，甚至舉行了祈雨法會，而由於其他國家不能參與救火行動，只在指責馬國政府「麻木無力」的層面之中；新加坡已有議員表示抗議。